# Gesa Felicitas Krause
Gesa Felicitas Krause (Ehringshausen, 3 agosto 1992) è una siepista e mezzofondista tedesca.

## Biografia
In carriera è stata campionessa europea nei 3000 metri siepi ad Amsterdam 2016 e a Berlino 2018, oltre ad aver conquistato la medaglia di bronzo ai Mondiali in due edizioni, Pechino 2015 e Doha 2019 nella medesima disciplina. Detiene la miglior prestazione europea di sempre all'aperto nei 2000 metri siepi con 5'52"80 (2019).

## Progressione

### 3000 metri siepi
| Stagione | Tempo   | Luogo          | Data      | Rank. Mond. |
| -------- | ------- | -------------- | --------- | ----------- |
| 2017     | 9'15"70 | Doha           | 5-5-2017  |             |
| 2016     | 9'18"41 | Rio de Janeiro | 15-8-2016 |             |
| 2015     | 9'19"25 | Pechino        | 26-8-2015 |             |
| 2014     | 9'35"46 | Zurigo         | 17-8-2014 |             |
| 2013     | 9'37"11 | Mosca          | 13-8-2013 |             |
| 2012     | 9'23"52 | Londra         | 6-8-2012  |             |
| 2011     | 9'32"74 | Taegu          | 30-8-2011 |             |
| 2010     | 9'47"78 | Moncton        | 22-7-2010 |             |

## Palmarès
| Anno | Manifestazione    | Sede           | Evento          | Risultato | Prestazione | Note                                     |
| ---- | ----------------- | -------------- | --------------- | --------- | ----------- | ---------------------------------------- |
| 2009 | Mondiali allievi  | Bressanone     | 2000 m siepi    | 7ª        | 6'39"85     |                                          |
| 2010 | Mondiali juniores | Moncton        | 1500 m siepi    | Batteria  | dnf         |                                          |
| 2010 | Mondiali juniores | Moncton        | 3000 m siepi    | 4ª        | 9'47"78     |                                          |
| 2011 | Europei juniores  | Tallinn        | 3000 m siepi    | Oro       | 9'51"08     | Miglior prestazione personale stagionale |
| 2011 | Mondiali          | Taegu          | 3000 m siepi    | 6ª        | 9'32"74     | Miglior prestazione personale            |
| 2012 | Europei           | Helsinki       | 3000 m siepi    | Bronzo    | 9'38"20     |                                          |
| 2012 | Giochi olimpici   | Londra         | 3000 m siepi    | 8ª        | 9'23"52     |                                          |
| 2013 | Europei under 23  | Tampere        | 3000 m siepi    | Oro       | 9'38"91     |                                          |
| 2013 | Mondiali          | Mosca          | 3000 m siepi    | 9ª        | 9'37"11     | Miglior prestazione personale stagionale |
| 2014 | Europei           | Zurigo         | 3000 m siepi    | 5ª        | 9'35"46     | Miglior prestazione personale stagionale |
| 2015 | Europei indoor    | Praga          | 1500 m piani    | 5ª        | 4'15"40     |                                          |
| 2015 | Europei indoor    | Praga          | 3000 m piani    | Batteria  | 9'11"01     |                                          |
| 2015 | World Relays      | Nassau         | Staffetta mista | 5ª        | 11'06"14    |                                          |
| 2015 | Mondiali          | Pechino        | 3000 m siepi    | Bronzo    | 9'19"25     | Miglior prestazione personale            |
| 2016 | Europei           | Amsterdam      | 3000 m siepi    | Oro       | 9'18"87     | Miglior prestazione personale stagionale |
| 2016 | Giochi olimpici   | Rio de Janeiro | 3000 m siepi    | 6ª        | 9'18"41     | Miglior prestazione personale            |
| 2017 | Mondiali          | Londra         | 3000 m siepi    | 9ª        | 9'23"87     |                                          |
| 2018 | Europei           | Berlino        | 3000 m siepi    | Oro       | 9'19"80     | Miglior prestazione personale stagionale |
| 2019 | Mondiali          | Doha           | 3000 m siepi    | Bronzo    | 9'03"30     | Record nazionale                         |
| 2021 | Europei indoor    | Toruń          | 1500 m piani    | 8ª        | 4'24"26     |                                          |
| 2021 | Giochi olimpici   | Tokyo          | 3000 m siepi    | 5ª        | 9'14"00     |                                          |
| 2022 | Mondiali          | Eugene         | 3000 m siepi    | 15ª       | 9'52"66     |                                          |
| 2024 | Europei           | Roma           | 3000 m siepi    | Argento   | 9'18"06     |                                          |
| 2024 | Giochi olimpici   | Parigi         | 3000 m siepi    | 14ª       | 9'26"96     |                                          |

## Altre competizioni internazionali
2017
- Campionati europei a squadre di atletica leggera ( Villeneuve-d'Ascq)